# Ipirvik
Ipirvik (inuktitut : ᐃᐱᕐᕕᒃ), aussi connu sous le nom de Joe Ebierbing et occasionnellement surnommé Eskimo Joe, (né vers 1837 et mort vers 1881) est un chasseur, guide et explorateur inuit qui aida plusieurs explorateurs américains de l'Arctique, dont Charles Francis Hall et Frederick Schwatka. Avec sa femme Taqulittuq, il était l'un des Inuits les plus connus dans les années 1860 et 1870.

## Source de la traduction
- (en) Cet article est partiellement ou en totalité issu de l’article de Wikipédia en anglais intitulé « Ebierding » (voir la liste des auteurs).